# Гёрнле, Эдвин
Э́двин Гёрнле (также Хёрнле, Гернле нем. Edwin Hoernle; 11 декабря 1883, Штутгарт — 21 июля 1952, Бад-Либенштайн, Тюрингия) — немецкий политик-коммунист, писатель, педагог.

## Биография
Детство провёл в индийском городе Мирате, где его отец работал миссионером. В 1904—1908 годах изучал теологию в Тюбингенском и Берлинском университетах. В 1910 году вступил в СДПГ. Работал в социал-демократической газете Schwäbische Tagwacht.
Участвовал в Ноябрьской революции в Германии. В 1919 годах вступил в Коммунистическую партию Германии. В 1921—1924 годах — член ЦК КПГ, руководитель отдела образования и пропаганды ЦК.
В 1921—1923 годах редактировал журнал Das proletarische Kind («Пролетарский ребёнок») и газету Der junge Genosse («Юный товарищ»). Писал сказки для детей. Вместе с Н. К. Крупской считал необходимым осуществлять пролетарское воспитание и создавать детские и юношеские коммунистические группы, продуманно привлекая детей трудящихся к участию в общественной деятельности и классовой борьбе пролетариата.
С 1922 года состоял членом Исполкома Коминтерна, являлся председателем детской комиссии при ИККИ с 1925 года. В 1924—1933 годах — депутат германского рейхстага, на заседаниях которого выступал от фракции КПГ по вопросам школьной политики. После прихода к власти нацистов в 1933 году вынужден уехать из Германии, проживал в эмиграции в Швейцарии и СССР. В 30-х годах разрабатывал вопросы земельной реформы.
В 1943 году вошёл в Национальный комитет «Свободная Германия». После войны вернулся в Советскую зону оккупации Германии. Входил в правительство ГДР, где проводил в жизнь решение сельскохозяйственных вопросов согласно разработанной им самим теории.

## Труды
- Hinter den Kulissen einer königlichen Hofbühne. Ein Beitrag zur sozialen und wirtschaftlichen Lage der deutschen Bühnenkünstler. Stuttgart 1914
- Aus Krieg und Kerker. Stuttgart 1919
- Sozialistische Jugenderziehung und sozialistische Jugendbewegung. Berlin 1919
- Die kommunistische Schule. Schulprogramm d. Freien Sozialistischen Jugend Deutschlands (Entwurf) Berlin 1919
- Die Oculi-Fabeln. Stuttgart 1920
- Der Jud' ist Schuld [!]. Ein ernstes Wort an alle Kleinbauern, Häusler und Landarbeiter!. Berlin/Leipzig 1921 (Polemik gegen den Antisemitismus)
- Die Arbeiterklasse und ihre Kinder. Ein ernstes Wort an die Arbeitereltern. Berlin 1921
- Rote Lieder. Gedichte Wien 1924
- Die Industrialisierung der deutschen Landwirtschaft, eine neue Phase kapitalistischer Monopolherrschaft. Berlin/Leipzig 1928
- Grundfragen der proletarischen Erziehung. Berlin 1929
- Deutsche Bauern unterm Hakenkreuz. Paris 1939
- Коммунистическое движение детей. М.; Л.: Молодая гвардия, 1925